# Eurybionty

Wykres ideowy ilustrujący różny rozwój organizmów w zależności od natężenia czynnika środowiska:
A – eurybionty;
B – oligostenobionty;
C – mezostenobionty;
D – polistenobionty

Eurybiont, eurytop (gr.: eurýs – szeroki) – organizm cechujący się szeroką tolerancją wobec czynników środowiskowych. Eurybionty mogą żyć w bardzo zróżnicowanych warunkach, osiedlając się na znacznych obszarach Ziemi. Przykładem może być wróbel domowy, trzcina pospolita i orlica, które spotyka się niemalże na całym świecie. W takim wypadku jest do czynienia z zasięgiem globalnym bądź kosmopolitycznym.
Przykładowe rodzaje eurybiontów:
- eurytermy – organizmy potrafiące żyć w szerokim zakresie temperatur
- euryhaliny – organizmy zdolne do życia w szerokim zakresie zasolenia wody